# Klaus Vogel (Museumsleiter)
Klaus Vogel (* 27. März 1956 in Eislingen/Fils) ist ein deutscher Kulturwissenschaftler und Museumsleiter.

## Leben und Wirken
Klaus Vogel studierte an der Eberhard Karls Universität Tübingen Soziologie, Psychologie, Politikwissenschaft, Empirische Kulturwissenschaft und Erziehungswissenschaften. In der Magisterarbeit Industrialisierung in Schwäbisch Gmünd befasste er sich mit Vorarbeiten für ein Fabrikmuseum. Ab 1988 war er Geschäftsführer des Schwäbischen Heimatbundes in Stuttgart. 1991 wurde er Museums- und Ausstellungsleiter und stellvertretender Direktor des Deutschen Hygiene-Museums in Dresden. 1996 wurde er Museumsdirektor und 1999 Vorsitzender des Vorstands der Stiftung Deutsches Hygiene-Museum. 2021 wurde er Mitglied des Vorstandes.
Klaus Vogel war von 1998 bis 2007 Vorstandsvorsitzender der Stiftung Weingutmuseum Hoflößnitz in Radebeul. Ab 2007 ist er Mitglied im Beirat der Stiftung Landesmuseum für Technik und Arbeit in Mannheim und ab 2012 Mitglied im Sächsischen Kultursenat. Er ist Mitglied des Wissenschaftlichen Beirates des Stiftungsrates Schlesisches Museum zu Görlitz, des Wissenschaftlichen Beirats der Stiftung Sächsische Gedenkstätten und des Programmbeirates des Zentrums für Baukultur Sachsen.
Zum 1. Januar 2022 wurde er nach Erreichung des Ruhestandes als Direktor des Hygiene-Museums von der Kulturanthropologin Iris Edenheiser (* 1977) abgelöst.

## Schriften
- Industrialisierung in Schwäbisch Gmünd. Konzeptionelle Vorarbeiten für ein Fabrik-Museum. Magisterarbeit. Universität Tübingen 1986. Band 1: Hauptwerk. OCLC 551945217. Band 2: Materialanhang. OCLC 551945629.
- mit Jochen Bender: Konzeption für ein Museum in Ebersbach an der Fils. 1988, OCLC 843484020.
- mit Nicola Lepp, Martin Roth (Hrsg.): Der Neue Mensch. Obsessionen des 20. Jahrhunderts. Cantz, Ostfildern-Ruit 1999, ISBN 3-89322-960-4.
- mit Enrico Bellezza, Michael Kilian: Der Staat als Stifter. Stiftungen als Public-Private-Partnerships im Kulturbereich. Bertelsmann-Stiftung, Gütersloh 2003, ISBN 3-89204-667-0.
- (Hrsg.): Das Deutsche Hygiene-Museum Dresden. 1911–1990. Konzeption, Text und Bildauswahl Peter Bexte. Sandstein, Dresden 2003, ISBN 3-930382-99-7.
- (Hrsg.): Deutsches Hygiene-Museum Dresden. Prestel, München/Berlin/London/New York 2005, ISBN 3-7913-3371-2.
- mit Petra Lutz (Hrsg.): Kraftwerk Religion. über Gott und die Menschen. Ausstellungskatalog. Wallstein, Göttingen 2010, ISBN 978-3-8353-0764-3.
- mit Susanne Wernsing, Christian Geulen (Hrsg.): Rassismus. die Erfindung von Menschenrassen. Ausstellungskatalog. Wallstein, Göttingen 2018, ISBN 978-3-8353-3226-3.
- mit Naika Foroutan, Christian Geulen u. a. (Hrsg.): Das Phantom „Rasse“. Zur Geschichte und Wirkungsmacht von Rassismus. Konferenzschrift. Böhlau, Köln/Göttingen 2018, ISBN 978-3-412-50452-6.
- mit Gisela Staupe (Hrsg.): Themen zeigen im Raum. Ausstellungen des Deutschen Hygiene-Museums. Hatje Cantz, Berlin 2018, ISBN 978-3-7757-4399-0.